# Vashidegkút
Vashidegkút (szlovénül: Cankova, németül: Kaltenbrunn) falu és községközpont Szlovéniában, Muravidéken, Pomurska régióban.

## Fekvése
Muraszombattól 15 km-re északnyugatra, a Ravensko területén, a Lendva-patak jobb partján, közvetlenül a stájer határ mellett fekszik, ahová egy kisforgalmú határátkelő vezetett, mely a schengeni csatlakozáskor megszűnt.

## A község (járás) települései
A községhez Vashidegkúton kívül még Dombalja (Domajinci), Görhegy (Gerlinci), Jegenyés (Topolovci), Károlyfa (Korovci), Királyszék (Gornji Črnci), Lendvakirályfa (Krašči) és Szécsényfa (Skakovci) tartozik.

## Története
A település első írásos említése 1366-ban történt. 1365-ben Széchy Péter fia, Miklós dalmát-horvát bán és testvére, Domonkos erdélyi püspök kapták királyi adományul illetve cserében a Borsod vármegyei Éleskőért, Miskolcért és tartozékaikért Felsőlendvát és tartozékait, mint a magban szakadt Omodéfi János birtokát. A település a későbbi századokon át is birtokában maradt ennek családnak, mely birtokközpontjáról a felsőlendvai, felső-lindvai Bánfi, felső-lindvai Herczeg neveket is viselte. Az 1366-os beiktatás alkalmával részletesebben kerületenként is felsorolják az ide tartozó birtokokat, melyek között a falu "Villa seu poss. Kaltenprun sive Hydegkuth" alakban szerepel.
1685-ben a Széchyek fiági kihalásával Széchy Katalinnal kötött házassága révén Nádasdy Ferenc birtoka lett.
1836-ban Czankova néven mezővárosként tartották nyilván, a Tótsági járás részeként.
1888-ban nevét megtoldották a Vas szóval, mivel Vas vármegye területén feküdt.
Vályi András szerint " HIDEG KÚT. Két elegyes tót faluk Vas Várm. egyiknek földes Ura G. Nádasdi, másiknak pedig G. Batthyáni Urak, lakosai katolikusok, egyik fekszik Német Újvárhoz 2 mértföldnyire, másik Stájer Ország szélén, földgyei termékenyek, legelőjök elég, fájok, tűzre, és épűletre van, réttyei jók, szőlö hegyeik, és gyümöltsös kertyeik is vagynak."
Fényes Elek szerint "Hidegkút, vindus m. v., Vas vmegyében, 270 kath., 1 evang. lak., kat. paroch. szentegyházzal. Róna termékeny határ. Kövér rétek. F. u. gr. Nádasdy Leopod. Ut. p. Radkersburg."
Vas vármegye monográfiája szerint " Vas-Hidegkut, stájer határszéli község 65 házzal és 451 r. kath. és ág. ev. vallású vend lakossal. Postája van, távirója azonban Muraszombat. A községben határszéli vámot szedtek. Itt van a körjegyzőség és a körorvos székhelye. Kath. temploma 1754-ben épült. Földesurai a Nádasdyak voltak."
1910-ben 515, túlnyomórészt szlovén lakosa volt. A trianoni békeszerződésig Vas vármegye Muraszombati járásához tartozott. 1919-ben átmenetileg a de facto Mura Köztársaság része lett. Ekkor összecsapások voltak a Perneczky Jenő vezetésével a Vendvidéki Köztársaság szolgálatába állt többségében magyar, kisrészt szlovén katonák és a Magyar Vörös Hadsereg egységei között (lásd: Vashidegkúti összecsapás (1919)). Még ebben az évben a Szerb–Horvát–Szlovén Királysághoz csatolták, ami 1929-től Jugoszlávia nevet vette fel. 1941-ben átmeneti időre ismét Magyarországhoz tartozott, 1945 után visszakerült jugoszláv fennhatóság alá. 1991 óta a független Szlovénia része.
2002-ben a községnek 2067, Vashidegkút falunak 481 lakosa volt.

## Nevezetességei
Szent József tiszteletére szentelt római katolikus plébániatemploma 1754-ben épült, 1900-ban megújították.

## Híres emberek
- Bernyák Ferenc tótsági esperes (itt volt plébános)
- Borovnják József író (itt volt plébános)
- Obál Béla történetíró, újságíró (itt született 1882-ben)
- Itt született 1886. augusztus 28-án Pável Ágoston nyelvész, néprajzkutató, költő.